# Wikimédien de l'année

Logo du prix de Wikimédien de l'année

Le Wikimédien de l'année (Wikipédien de l'année jusqu'en 2016) est un prix remis chaque année depuis 2011 à la conférence mondiale Wikimania par Jimmy Wales, le confondateur de Wikipédia. Il distingue des personnes et des communautés remarquables du mouvement Wikimédia pour leurs contributions significatives à des projets Wikimédia pour améliorer le partage de la connaissance et l'accès à des contenus fiables à travers le monde.
Le prix est une initiative personnelle de Jimmy Wales et une simple reconnaissance d'estime.
Une promesse d'une récompense de 5 000 dollars par récipiendaire n'a pas été suivie d'effet.
De 2011 à 2016, le prix s'est appelé Wikipédien de l'année.
Une catégorie de prix pour les mentions honorables a été ajoutée en 2015. 
En 2021, pour les 20 ans de Wikipédia, plusieurs nouvelles catégories de prix ont été ajoutées.
Le Nouveau contributeur de l'année met en lumière une personne ayant rejoint le mouvement dans les derniers une ou deux ans et s'étant déjà distingué par une contribution significative.
L'innovateur Tech récompense une personne qui a grandement contribué dans le domaine technologique et a soutenu les autres dans ce processus.
La catégorie Rich Media récompense les contributions remarquables dans le domaine de la photographie, la vidéo et l'audio.
En 2021, un comité de nomination est créée. Il est composé de membres de la communauté, notamment d'anciens récipiendaires, et d'une équipe pluridisciplinaire de professionnels de la Fondation. Une catégorie Mention honorable du 20e anniversaire est créée pour distinguer des personnalités remarquables du mouvement. 
En 2022, la catégorie est renommée Lauréat Wikimédia et toujours attribuée à des contributeurs émérites.
En 2024, la catégorie Fonctionnaire de l'année est ajoutée.

## Récipiendaires
- 2011 : Raouan Kenjékhanouly, de la Wikipédia en kazakh[7] ;
- 2012 : (Demmy), de la Wikipédia en yoruba, créateur d'un bot qui a traduit plus de 15 000 articles de la Wikipédia en anglais vers celle en yoruba[2] ;
- 2013 : Rémi Mathis, de la Wikipédia en français, pour son rôle dans la controverse de la création de l'article « Station hertzienne militaire de Pierre-sur-Haute »[8],[9] ;
- 2014 : Ihor Kostenko, de la Wikipédia en ukrainien, décès au cours d'Euromaïdan[10] ;
- 2015 : inconnu (promu in pectore), contributeur vénézuélien exilé pour avoir publié des photographies de manifestations anti-gouvernementales sur Wikimedia Commons[11] ;
- 2016 : Emily Temple-Wood et Rosie Stephenson-Goodknight, de la Wikipédia en anglais, pour leurs travaux contre les biais de genre sur Wikipédia[12] ;
- 2017 : Felix Nartey, de la Wikipédia en anglais[13] ;
- 2018 : Farkhad Fatkullin (en), pour son travail dans les langues de minorités, notamment sur la Wikipédia en tatar[14] ;
- 2019 : Emna Mizouni, notamment pour son engagement dans Carthagina, association visant à mettre en valeur le patrimoine culturel de la Tunisie[15] ;
- 2020 : Sandister Tei, pour ses efforts de promotion de Wikipédia au Ghana[16] ;
- 2021 : Alaa Najjar pour son rôle de pionnier dans le développement des communautés arabes et médicales[17] ainsi que pour son rôle dans le développement des sujets autour de la maladie à coronavirus 2019 (Covid-19)[18] ;
- 2022 : Olga Paredes pour son engagement dans la lutte contre les biais de genre avec Wikimujeres et sa participation active à Wikimedia Bolivia[19].
- 2023 : Taufik Rosman (en) pour sa contribution au Wiktionnaire et à Wikipédia en malaisien[20] ;
- 2024 : Hannah Clover (en) (Clovermoss). Elle est, à cette date, la plus jeune récipiendaire de ce titre[6]. Elle réalise plus de 75 % de ses contributions sur un téléphone mobile. Ses observations ont aidé à améliorer la contribution sur mobile à Wikipédia[21].